# Jeszcze dzień życia (książka)
Jeszcze dzień życia – książka Ryszarda Kapuścińskiego w całości poświęcona wojnie domowej w Angoli.
Zawiera doświadczenia i refleksje autora z początków (1974-1975) zakończonego w 2002 roku konfliktu. Pierwsze wydanie (20 000 egzemplarzy) ukazało się w roku 1976 nakładem wydawnictwa Czytelnik. Kilkukrotnie wznawiane.
Rozdział Zamykamy miasto opisuje wyludnienie Luandy, głównie przez europejskich osadników. Sceny frontowe opisują podróż Kapuścińskiego do Caxito na froncie północnym oraz do Bengueli, Balombo, Lubango, Pereira de Eca oraz Humbe na froncie południowym. Rozdział Depesze opowiada o sytuacji w stolicy kraju na krótko przed ofensywą sił południowoafrykańskich, UNITA oraz FNLA. Zawiera także zapis korespondencji teleksowej pomiędzy Ryszardem Kapuścińskim a Polską Agencją Prasową. Ostatni rozdział, zatytułowany A B C to zbiór najważniejszych informacji dotyczących ówczesnej Angoli i jej historii.

## Film
W 2018 w Cannes premierę miał film łączący techniki animacji i dokumentu (reż. Damian Nenow i Raúl de la Fuente) stworzony na podstawie książki. Polska premiera filmu odbyła się podczas 18 MFF Nowe Horyzonty we Wrocławiu.